# Al-Matahira al-Kiblijja
Al-Matahira al-Kiblijja – miejscowość w Egipcie, w muhafazie Al-Minja, w dystrykcie Abu Kurkas. W 2006 roku liczyła 7232 mieszkańców.